# Canisso
José Henrique Campos Pereira (São Paulo, 9 de dezembro de 1965 – Santana de Parnaíba, 13 de março de 2023), mais conhecido como Canisso, foi um músico brasileiro, célebre por ser o baixista da formação original dos Raimundos. Tocou também na banda de Rodolfo Abrantes, o Rodox. Em 2004, com o fim do Rodox, afastou-se por um tempo do cenário musical. Anos mais tarde, em 2007, retornou aos Raimundos inicialmente para um concerto, mas logo se fixou à banda.

## Vida inicial
Nascido em São Paulo, filho de advogados, aos nove meses foi com a família para o Rio de Janeiro, onde residiram por três anos. Depois desse período, mudaram-se para Brasília, onde Canisso ficou até a adolescência, voltando para São Paulo novamente. Anos depois retornou a Brasília, onde passou maior parte de sua vida. Um dos seus primeiros contatos com a música foi quando sua irmã comprou um violão e Canisso virou todas as cordas, deixando sua irmã muito braba, e o proibiu de pegar o violão dela. Canisso, a partir dai, só pegava o violão dela escondido, geralmente quando ela não estava em casa, ele tinha que ir debaixo da cama dela, pegar a caixa e botar tudo direitinho depois para que ela não desconfiasse. Desde pequeno era interessado por música.
Canisso tinha uma fita dos Beatles e ficava sempre tentando tocar as músicas deles, e uma das primeiras canções que aprendeu no violão foi "Day Tripper". Mais para a frente começaram a aparecer as bandas punk, inclusive, perto de sua casa, Digão tinha em casa uma sala de ensaio, pois já tinha banda e tocava bateria, sua banda ensaiava só nos fins de semana, e no restante da semana eles deixavam seus instrumentos montados, para não ter que ficar levando e trazendo de volta. Os três moravam perto e a casa de Digão sempre foi o ponto de encontro da galera durante a semana. Um dia, só por farra, resolveram tocar no set da banda e, junto com ele e Rodolfo, começaram a tocar Ramones, unanimidade entre eles, em pouco tempo tiraram várias músicas e a partir dai já se tinha a semente do que seria depois o Raimundos. Canisso conheceu Digão meio sem querer, Canisso estudava com o irmão de Digão, e foi um dia na casa de Digão à procura do irmão dele, mas nesse dia o irmão de Digão não estava, e Canisso, já que o irmão dele não estava, foi falar com o irmão dele, que era o Digão, e os dois tinham gostos parecidos, e ficaram conversando a tarde inteira. A banda ensaiou sem grandes pretensões até próximo do Réveillon de 1988, quando surgiu a oportunidade de fazerem um show na casa do avô do Gabriel do Little Quail, nesse show estariam presentes várias pessoas de outras turminhas que tinham bandas também, uma dessas pessoas era o Bianco, vocalista do Kratz, sua galera curtiu o show do Raimundos e na sequência os convidaram para tocar com eles na semana seguinte, no Bom Demais. Esse barzinho da Asa Norte era um dos únicos locais que abrigavam os músicos da cidade, dispunha de um pequeno palco e um sistema de som, a grande maioria era formada por cantores de MPB, mas algumas noites abriam para bandas de rock... Nesse show Canisso conhece Adriana Toscano de Vilhena, remadora com índice olímpico que num intervalo no seu treinamento dava uma ajuda como "roadie" do Kratz, foi paixão à primeira vista, há quem garanta que a banda Raimundos só continuou depois do primeiro show para que com ela impressionassem a gata e a conquistassem para Canisso... o primeiro contrabaixo de Canisso foi comprado após um acidente com seu Fusca - com Rodolfo no banco de passageiros - que forçou-o a vender os restos para um ferro velho. era um Yamaha bb 300, do Ricardo Mahara, que anos depois formaria o Maskavo Roots. O incidente anos mais tarde inspiraria a canção "Eu Quero Ver o Oco".

## Carreira musical

### 1987-2001: Notoriedade junto ao Raimundos
Rodolfo decidiu chamar Canisso para tocar com eles, pois Canisso tinha um visual mais arrojado, e com a entrada deste, a banda foi levada um pouco mais a sério. A primeira apresentação da banda foi realizada na casa de Gabriel (cantor do Autoramas) durante a virada de ano de 1989, sendo que um dos presentes era Fred, que tornar-se aí então baterista. "O pai do Rodolfo usava um disco do Zenilton para abanar o churrasco", lembra Canisso. Rodolfo é padrinho de Mike, filho de Canisso. A banda depois do começo em 1987, acabou, e cada um foi pro seu canto. Canisso iniciou estudo de Direito na UnB e teve filhos. Digão deixou de tocar bateria por problemas auditivos e começou a tocar guitarra. Rodolfo por sua vez passou a cantar na banda Royal Street Flesh, a banda agora estava com todo mundo em seu lugar. O retorno se deu em 1992 com uma oportunidade em tocar em um bar de Goiânia. Como Digão havia passado para a guitarra a banda começou a procura por um baterista, chegando até a utilizar uma bateria eletrônica. Não obtendo bons resultados, recrutam Fred. No ano seguinte a banda gravou uma fita demonstrativa contendo Nega Jurema, Marujo, Palhas do Coqueiro e Sanidade, iniciando então divulgação pelo país. A banda passou a ser reconhecida pela mídia e por outras bandas, que começaram a convidá-los a tocar no Rio de Janeiro. Chegaram a abrir apresentações de Camisa de Vênus e Ratos de Porão no Circo Voador, além de uma temporada para o Titãs. Em 1994, lançam seu primeiro disco, intitulado apenas como Raimundos, pelo selo Banguela dos Titãs.
Mas o grande sucesso do álbum foi a balada pornô-erótica Selim, que impulsionou as vendas do disco e tornou a banda conhecida no país inteiro. Em 1995, voltam ao estúdio para gravar Lavô Tá Novo, que sai pela gravadora Warner. O disco vende bem mais que o primeiro. E isso, somado com a participação da banda nos festivais Monsters of Rock e Hollywood Rock onde tocaram ao lado de grupos clássicos como Motorhead e Iron Maiden, consolidaram o nome Raimundos. Em 1996, com a morte dos Mamonas Assassinas, grande parte dos fãs da banda começam a acompanhar os Raimundos, o que aumenta o sucesso da banda entre as crianças. A banda chega até a se apresentar no Xuxa Park. Nesse mesmo ano lançam uma caixa com CD, história em quadrinhos e fita VHS chamada Cesta Básica. Em 1997 vão até Los Angeles para gravar Lapadas do Povo. O disco deixa de lado letras e melodias engraçadas, investe no peso e em letras mais sérias. Apesar das boas críticas, o disco acaba vendendo menos que os anteriores. Para piorar, em um show na cidade de Santos, litoral de São Paulo, um dos alambrados onde o público saía caiu, provocando a morte de oito pessoas e 67 feridos. A banda se abala com o ocorrido e cancela diversas apresentações. Em 1999 a banda volta ao sucesso com Só no Forévis, o disco mais vendido da banda. O disco emplacou vários hits nas rádios e na MTV. Para coroar a ótima fase, em 2000 a banda lança, no auge de seu sucesso, junto com a MTV, o MTV Ao Vivo, que foi dividido em duas partes.Em junho de 2001 após uma longa conversa entre os integrantes, o Raimundos anuncia seu fim. O principal motivo era a insatisfação de Arante. Dois meses depois, Fred, Canisso e Digão resolvem retornar com a banda. Lançaram o disco Éramos 4, que conta com canções de um concerto da banda com o ex-baterista do Ramones.

### 2002-2006: Saída do Raimundos, ingresso no Rodox e outros projetos
Em novembro de 2002, em meio a turnê de divulgação do Kavookavala, Canisso deixou o Raimundos, por motivos que na época não foram esclarecidos.  Ao deixar a banda, chegou a cogitar iniciar um projeto próprio, mas sua volta aos palcos se deu junto ao Detonautas Roque Clube em janeiro de 2003, quando na ocasião substituiu, por cerca de dois meses, o baixista Tchello, que havia se lesionado.
Ainda em 2003, em um breve período em que se encontrava em um hiato musical e estava trabalhando como repórter na MTV, Canisso recebeu um telefonema de Tico Santa Cruz, que comentou a ele que o baixista Patrick Laplan havia deixado recentemente o Rodox, banda liderada pelo seu antigo colega Rodolfo Abrantes. Ao ser questionado por Tico se ele gostaria de assumir a vaga demonstrou interesse, mas salientou não ter recebido nenhum convite. Tico então intermediou o contato, e alguns dias depois Rodolfo ligou à Canisso fazendo o convite. Logo, em agosto daquele ano a imprensa passou a noticiar que Canisso, em definitivo, havia ingressado no grupo.
Em 13 de setembro daquele ano, fez sua estreia como baixista do Rodox em um show em Belo Horizonte, na tour de lançamento do segundo disco de estúdio da banda. Canisso permaneceu no Rodox até o último show realizado pelo grupo, em 7 de agosto de 2004.
Após a dissipação do Rodox, por diferenças religiosas, ainda em São Paulo, Canisso chegou a se arriscar nos vocais de uma banda que nem chegou a ser nominada, e era composta por Johnny Monster; baixista do Daniel Beleza e os Corações em Fúria, Ulisses Torelli; guitarrista da banda de metal Hammer of Gods e Leandro Leospa; baterista do Rumbora.
Algum tempo depois Canisso voltou à Brasília, onde, em 2006, acabou se juntando a banda de hardcore Quebraqueixo, tendo assumindo o posto de guitarrista e também trabalhado no segundo disco do grupo. Como guitarrista da Quebraqueixo chegou a apresentar-se no Jornal da MTV em abril de 2007.

### 2007: A volta ao Raimundos e o "Baú do Canisso"
Em 2007, Canisso desligou-se do Quebraqueixo e, coincidentemente no mesmo dia em que decidiu deixar a banda, recebeu o convite de Digão para participar de dois show Raimundos. Em meados de junho Canisso já estava ensaiando novamente com a banda, que após a saída de Fred contava com Caio na bateria. Em agosto era apontado novamente como membro oficial da Raimundos. Já em 2008, voltou a rodar o Brasil junto com a banda na tour intitula de "A volta do Canisso". Com o seu retorno a banda, loja virtual existente no site do Raimundos passou a se chamar "Baú do Canisso".

### 2008-2009: Rockfellas e OS~
Paralelamente ao Raimundos, ainda no primeiro semestre de 2008, Canisso fundou o Rockfellas, junto à Paul Di'Anno; o primeiro vocalista do Iron Maiden, Marcão Britto; que recentemente havia deixado o Charlie Brown Jr. e Jean Dolabella; na ocasião baterista do Sepultura. Junto com a banda realizou uma série de show pelo Brasil naquele ano, tocando apenas covers de clássicos do rock mundial.
Em 2009, integrou a banda OS~ (lê-se "OsTil"), liderada por Telo, autor de uma série de músicas dos Raimundos. Nessa ocasião gravou o único disco da banda, "Os~ ta Vindo Aí", que no ano seguinte foi disponibilizado para download, contendo 14 faixas. Nos anos seguintes deixou a banda devido aos seus compromissos com o Raimundos.

### 2010-2017: Novos lançamentos com o Raimundos
Ao decorrer dos anos seguintes, Canisso se manteve musicalmente dedicado com exclusividade ao Raimundos, apresentando-se em uma série de shows por todo o Brasil, e também no exterior, além de voltar a participar de grandes festivais como o SWU e o Rock in Rio.
Canisso participou dali em diante de todos os novos trabalhos realizados pela banda, desde os singles aos álbuns de estúdio "O Embate do Século: Ultraje a Rigor vs. Raimundos" (2012) e "Cantigas de Roda" (2014), e também os DVDs "Roda Viva" (2011), "Cantigas de Garagem" (2014) e "Raimundos Acústico" (2017).

### 2020: Problemas internos com Digão
Após as críticas de Digão sobre o isolamento em meia a pandemia em 2020, Canisso publicou em suas redes sociais, que a sua atuação junto ao Raimundos estava suspensa por hora e mencionou que clima entre ele e Digão, que já não estava bom, só piorou. Nesse período em que as apresentações ao vivo estavam sendo feitas apenas de forma virtual, Canisso não se apresentou na qual houve a reconciliação entre Digão e Rodolfo no mês de junho, sendo substituído por outro baixista.
Já em julho, Canisso se apresentou novamente junto ao Raimundos em uma live promovida pela Budweiser no Dia Mundial do Rock, e com o pedido de desculpas público de Digão, Canisso pediu que os fãs reconsiderassem as declarações do colega. Logo também declarou preferir acreditar que as falas do colega não passaram de um mal entendido.

### 2023: Últimas apresentações
No início de 2023 Canisso apresentou-se junto ao Raimundos ao menos em três ocasiões, sendo elas: uma no festival Claro Verão em Búzios em 12 de janeiro, outra no Qualistage, no Rio de Janeiro em 21 de janeiro, e a última registrada foi no dia 25 fevereiro, no Espaço Leste, em São Paulo, onde apresentaram-se também as bandas Velhas Virgens e Matanza Ritual.
Sua última apresentação ao vivo foi no dia 11 de março de 2023, no bar Tortuga Underground, localizado na cidade de Rio do Sul, em Santa Catarina. Na ocasião se apresentou junto a banda local Sigma, com a qual tocou grandes clássicos do Raimundos.

## Carreira na televisão e cinema

### Televisão
Desde antes de sua saída do Raimundos, a MTV Brasil já especulava realizar algum projeto com Canisso, isso de fato ocorreu alguns meses depois, quando, no primeiro semestre de 2003, ele estreou como repórter do quadro "Estranho Mundo de Canisso", integrado ao Jornal da MTV.
Voltou à televisão em 2018, como um dos jurados do Canta Comigo, programa de revelação de talentos musicais, exibido pela Record, e que inicialmente contou com a apresentação de Gugu Liberato. Mantendo-se como tal nas demais edições do programa, a partir de 2020 participou como jurado também do Canta Comigo Teen.
Também em 2020, na Record, Canisso e sua esposa, Adriana, participaram do reality show Troca de Esposas, apresentado por Ticiane Pinheiro. Seguindo a dinâmica do programa, durante uma semana Canisso recebeu a esposa de outra pessoa em sua casa, enquanto Adriana, por sua vez, acabou indo para o lar do outro casal.

### Cinema
Em 1999, junto ao Raimundos, Canisso participou do filme O Trapalhão e a Luz Azul, protagonizado por Renato Aragão, onde viveu ele mesmo.
Entre 2012 e 2013 participou das gravações do teaser do longa-metragem Desalmados - O Filme, uma ficção sobre zumbis, onde interpretou o personagem Walter. Não sabe-se ao certo se o filme chegou a ser lançado, já que o mesmo não captou a meta desejada através do financiamento coletivo ao qual foi submetido.

## Vida pessoal

### Família
Canisso foi casado por mais de três décadas com Adriana Toscano, tendo iniciado seu namoro com a mesma em maio de 1988. Com a esposa teve quatro filhos, Mike, Lori, Pedro e Nina. Segundo Lori, em entrevista concedida dias após a morte de Canisso, seu pai levava ela e seus irmãos desde criança a shows de rock em Brasília e também para algumas das viagens internacionais que fez junto ao Raimundos na década de 1990.

### Apelido
Canisso ganhou o apelido aos 17 anos devido sua forma física, tinha cerca de 1,78 de altura e pesava apenas 56 quilos. A origem do apelido veio da comparação ao Caniço, uma planta semelhante à cana de açúcar.

### Paixão por automotores
Canisso era apaixonado por carros desde jovem, seus dois primeiros automóveis foram Fuscas. Ainda na juventude chegou a ter aulas de mecânica e, mais tarde, quando deixou o Raimundos, cogitou abrir uma oficina.

### Letras e discos do Raimundos
A letra de "Eu Quero Ver o Oco!" foi escrita após Canisso gritar a frase em meio a um ensaio durante a pré-produção do segundo disco do Raimundos. A letra foi composta em homenagem à vez em que o baixista capotou o seu primeiro Fusca. Segundo Digão, em entrevista ao "À Deriva Podcast", ambos estavam indo ao cinema em dois carros diferentes, quando em uma curva Canisso capotou o carro barranco abaixo. No carro estavam Canisso, Rodolfo e um outro amigo. Digão ainda contou que mesmo após sofrer o acidente, Canisso foi à sessão de cinema.
Em 2020, ao ser questionado sobre o teor das letras do Raimundos, Canisso respondeu que dentre todas elas considerava apenas "Me Lambe" como um problema, devido a frase que insinua um ato sexual com uma garota de 17 anos. Canisso disse não ter feito parte do processo criativo da música e que nem mesmo gravou o baixo da mesma; o baixo foi tocado por Bi Ribeiro da banda Os Paralamas do Sucesso. Revelou ainda nunca ter gostado da música por ela ser pop demais.
Durante a gravação do especial "Balada MTV" de 1999, Canisso revelou que o disco que mais havia gostado de gravar até então tinha sido o Raimundos, o primeiro da banda, lançado em 1994.
"Todo CD na hora que você está fazendo, você gosta mais dele. Então, a resposta de praxe é falar que a gente gosta mais desse agora, porque é o que a gente tá trabalhando, as músicas são novas, tem todo um tesão novo de tocar e as pessoas cantarem as músicas, tudo muito legal.

Mas eu acho que o primeiro foi muito louco. A gente não sabia nada de nada, a gente veio... eu gosto de falar que é um pulo no vazio, a gente largou os empregos, a vida da gente e caiu na estrada mesmo, vendo no que ia dar".— Canisso, em resposta a um fã que lhe perguntou qual o disco que mais havia gostado de gravar junto ao Raimundos.

### Desavenças ideológicas com Digão na pandemia
Canisso que, em 2019, já havia criticado o ex-companheiro de banda, Rodolfo Abrantes, por seu posicionamento político conservador, entrou em conflito ideológico com Digão, em maio de 2020, devido a um texto polêmico no qual o mesmo comparou a pandemia do Covid-19 com uma amostra grátis do comunismo. Com as declarações de Digão impactando diretamente a imagem da banda, assim como aos dos demais integrantes, Canisso deu uma série de declarações afirmando seu posicionamento contrário ao de Digão e desaprovando sua fala.
Apesar de se manter no Raimundos mesmo após os desentendimentos, em 2021, Canisso voltou a contestar as declarações feitas pelo colega, que entrou em atrito com uma série de artistas pelo seu posicionamento político, dentre eles Pe Lu, ex-Restart, Tico Santa Cruz e João Gordo. Na ocasião, Canisso citou que o companheiro de banda não tinha profundidade para discutir política.
Ainda sobre polêmicas políticas, Canisso, em resposta a um fã que chamou o Raimundos de banda de fascista, disse que esse título deveria ser atribuído apenas aos vocalistas, referindo-se a Digão e Rodolfo.

## Morte
No dia 13 de março de 2023, Canisso estava em sua casa quando sofreu uma queda decorrente da perda de consciência, e de imediato chegou a receber os primeiros socorros de sua esposa, sendo sequencialmente socorrido por uma ambulância e assim conduzido ao hospital, mas ao chegar no destino já havia entrado em óbito. A causa da morte foi atribuída a um Infarto. Na ocasião tinha 57 anos de idade. Canisso foi velado no dia 15 de março, no Ginásio José Corrêa, em Barueri, na Grande São Paulo, em uma cerimônia aberta ao público. Além da família, companheiros de Raimundos e fãs, personalidades do rock nacional como Supla, Badauí, Andreas Kisser e também o antigo parceiro de banda, Fred Castro foram a cerimônia para prestarem suas últimas homenagens.
A morte de Canisso gerou grande comoção no meio da música, levando diversos artistas nacionais e internacionais, como CJ Ramone, a usarem de suas redes sociais para prestar homenagens ao músico. Ainda no mês de sua morte, Canisso também recebeu homenagens durante shows de bandas como o Angra e Dead Fish. Em 9 de abril de 2023, durante a estreia da quinta temporada do Canta Comigo, o apresentador Rodrigo Faro e o painel de jurados do programa prestaram uma homenagem a Canisso, fazendo um coral de Mulher de Fases.
Ainda em abril, o grupo musical Os Pitais, integrado por Andreas Kisser e Kiko Zambianchi, e do qual Canisso participou apresentando-se voluntariamente em hospitais públicos de SP, organizou uma celebração em memória à sua vida e carreira chamada "Canisso para Sempre". O evento foi realizado em 18 de abril de 2023 no Goela Bar, em São Paulo. Logo, o Raimundos uniu-se à rádio 89 FM para a realização de um festival em homenagem à memória de Canisso, este com a participação de uma série de personalidades da música nacional, como Dinho Ouro Preto, Supla, Di Ferrero, Vitor Kley, Carol Navarro, Fogaça, Jimmy London, entre outros. A homenagem foi realizada em 29 de junho, na Audio, em São Paulo, tendo toda a sua renda revertida para a família de Canisso. Em virtude ao evento foram lançadas 300 unidades de NFTs colecionáveis do baixista. O festival Porão do Rock homenageou o músico batizando um dos palcos de sua edição de 2023 como "Palco Canisso". O outro se chamou "Palco Rita Lee", em homenagem à artista que também faleceu naquele ano. Nos mesmos modeles, Canisso também  foi homenageado no 2º Tooledo Rock Festival, evento musical realizado na cidade de Toledo, no Paraná.

## Equipamento
De baixo, Canisso usava basicamente dois Music Man Sting Ray e um G&L L-2000, além de um Rickenbacker. Recentemente um baixolão Fender foi incluído em seu set, que foi usado em uma gravação do Luau MTV. Para efeitos utilizava pedais como o Line 6, além de distorção da Boss bass overdrive, e por vezes, um  bass chorus e um equalizer, além de um sansamp direct box. Gosta do Line 6 bass pod, pois segundo ele simula vários amplificadores de baixo, e também tem versatilidade. De amplificador usava um da Meteoro, valvulado; de caixa, preferia um set com 8 autofalantes de 10”.

### Baixos
- 2 Music Man Sting Ray
- 1 G&L L-2000
- 1 Rickenbacker
- 1 baixolão Fender
- 1 Gibson Thunderbird IV (Baculejo - 2014)

### Pedais de efeitos
- BOSS ODB-3 Bass Overdrive
- BOSS CEB-3 Bass chorus
- BOSS GEB-7 Bass equalizer
- LINE 6 Bass Floor POD
- SANSAMP Bass direct box

## Discografia

### Raimundos
- 1994 - Raimundos
- 1995 - Lavô Tá Novo
- 1996 - Cesta Básica
- 1997 - Lapadas do Povo
- 1999 - Só no Forévis
- 2000 - MTV Ao Vivo
- 2001 - Éramos 4
- 2002 - Kavookavala
- 2011 - Roda Viva
- 2012 - O Embate do Século: Ultraje a Rigor vs. Raimundos
- 2014 - Cantigas de Roda
- 2014 - Cantigas de Garagem
- 2017 - Raimundos Acústico

### Os~
- 2010 - Os~ ta Vindo Aí